# Revilla del Campo
Revilla del Campo è un comune spagnolo di 96 abitanti situato nella comunità autonoma di Castiglia e León.